# Neron
 Neron  ist eine Anfang des 20. Jahrhunderts im Oberlin-Institut in Colmar, Elsass durch den französischen Züchter Eugène Kuhlmann (1858–1932) gezüchtete Rotweinsorte. Sie ist eine Kreuzung zwischen (Vitis riparia x Vitis rupestris) x Knipperlé. Neron ist früh reif, mit hoher Resistenz gegen den Mehltau wie auch gegen Botrytis cinerea. Somit kann weitgehend auf Pflanzenschutzmittel verzichtet werden. Diese Sorte ist somit speziell für kühlere Gegenden geeignet. Je nach Ausbau entsteht ein kräftiger Wein, der entfernt an einen Spätburgunder erinnern kann, aber einen unangenehmen Fox-Ton aufweist. Der Wein wird daher nur im Verschnitt mit anderen Rebsorten verwendet. Da die Beeren jedoch klein und von süßem Geschmack sind, wird die Rebsorte gelegentlich als Tafeltraube eingesetzt.
Da sie eine Hybridrebe ist, wurde der Anbau in der EU in den 1950er Jahren verboten und darf nur im Versuchsanbau angebaut werden.
Die Rebsorte Triomphe d’Alsace ist aus derselben Kreuzung hervorgegangen und ist demnach verwandt. 
Synonym: Kuhlmann 296-1
Abstammung: M.G.t 101-14  (= Vitis riparia x Vitis rupestris) x Knipperlé